# Lars Eidinger
Lars Eidinger (Berlín, 21 de enero de 1976) es un actor alemán.

## Biografía
Hijo de un ingeniero y una enfermera, Eidinger creció con su hermano mayor en Berlín.  Estudio en la Academia Ernst Busch de Artes Dramáticas, donde fue compañero de Fritzi Haberlandt, Nina Hoss,  Devid Striesow y Mark Waschke. 
Casado con la cantante de ópera Ulrike Eidinger, la pareja tiene una hija y vive en Berlín. 

## Trayectoria
Eidinger comenzó su carrera en Deutsches Theater en 1997. Se convirtió en miembro asalariado de la Schaubühne am Lehniner Platz en 1999 en Berlín, con roles protagónicos en Thomas Ostermeier producciones como Hamlet y Ricardo III.

## Filmografía

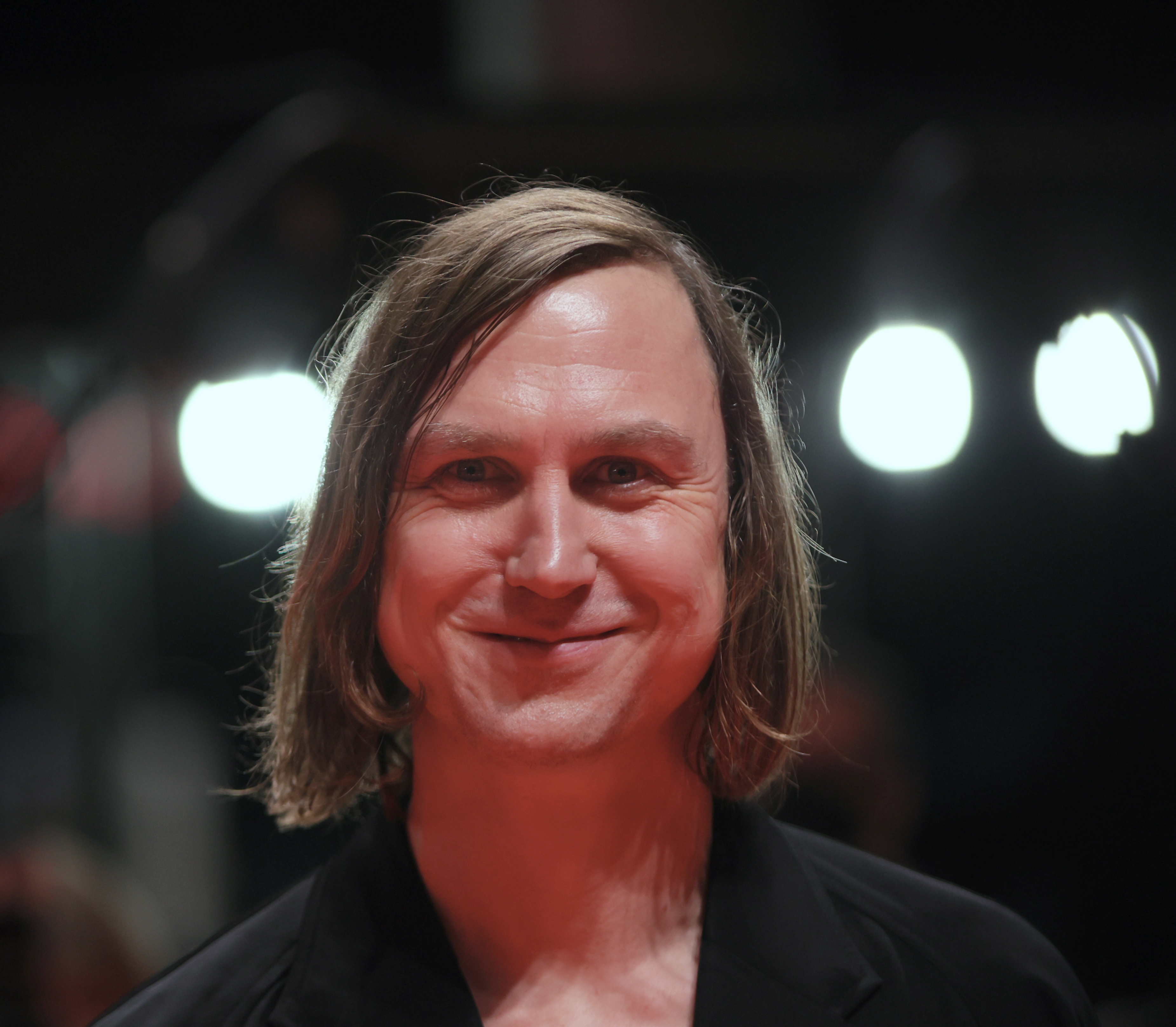
Eidinger en 2022

### Cine
- 2005: See You at Regis Debray
- 2009: Everyone Else
- 2011: Hell
- 2012: Goltzius and the Pelican Company
- 2012: Home for the Weekend
- 2014: Clouds of Sils Maria
- 2015: Dora or the Sexual Neuroses of Our Parents
- 2015: Sworn Virgin
- 2015: de
- 2016: The Origin of Violence
- 2016: Personal Shopper
- 2016: The Bloom of Yesterday
- 2017: Matilda
- 2018: Never Look Away
- 2018: High Life
- 2018: Cut Off
- 2018: de
- 2018: 25 km/h
- 2019: Proxima
- 2019: Dumbo
- 2019: All My Loving
- 2020: My Little Sister
- 2020: Persian Lessons
- 2022: About Joan
- 2022: White Noise
- 2024 : Sterben

### Televisión
- 2003: Berlin, Berlin (TV series, 1 episode)
- 2008: Großstadtrevier (TV series, 1 episode)
- 2010: Relations (TV film)
- 2010: Tatort: Hauch des Todes (TV series episode)
- 2012: Tatort: Borowski und der stille Gast (TV series episode)
- 2013: Foyle's War: Sunflower (TV series episode)
- 2013: Grenzgang (TV film)
- 2013: Polizeiruf 110: Der Tod macht Engel aus uns allen (TV series episode)
- 2013: Der Wagner-Clan. Eine Familiengeschichte (TV film)
- 2015: Tatort: Borowski und die Rückkehr des stillen Gastes (TV series episode)
- 2016: de (TV film)
- 2017: Shades of Guilt: Familie (TV series episode)
- 2017: SS-GB (miniseries)
- 2017: Sense8  (Netflix series, 4 episodes)
- 2017–present: Babylon Berlin (TV series)
- 2019: M – Eine Stadt sucht einen Mörder (miniseries)
- 2020: Gott von Ferdinand von Schirach (TV film)
- 2021: Ich und die Anderen (miniseries)
- 2021: Faking Hitler (miniseries)
- 2021: Tatort: Borowski und der gute Mensch (TV series episode)
- 2021: Tatort: Murot und das Prinzip Hoffnung (TV series episode)
- 2022: Irma Vep (miniseries)
- 2023: All the Light We Cannot See (Netflix limited miniseries)